# Прехлада
Прехлада је такође позната под називом назофарингитис или ринофарингитис. То је лако преносива инфективна болест горњег респираторног система која углавном погађа нос. У симптоме спадају кашаљ, бол у грлу, цурење из носа и грозница. Симптоми обично нестају после седам до десет дана. Међутим, неки симптоми могу трајати до три недеље. Преко две стотине вируса могу изазвати прехладу. Риновируси су најчешћи узрочници.
Акутна инфекција носа, синуса, грла или гркљана (инфекција горњег респираторног тракта) је категорисана према областима на телу која су највише погођена. Прехлада првенствено погађа нос, фарингитис грло, док синузитис погађа синусе. Симптоми су резултат одговора имунског система превасходно на инфекцију а не на уништавање ткива од стране самих вируса. Прање руку је главни метод за превенцију инфекције. Неки докази говоре у прилог ефикасности ношења маски за лице.
За прехладу не постоји лек, али се симптоми могу лечити. Прехлада је најчешћа заразна болест код људи. Просечна одрасла особа болује од две до три прехладе годишње. Просечно дете преболи између шест и дванаест прехлада годишње. Ове инфекције прате човечанство од древних времена.

## Знаци и симптоми
У најчешће симптоме прехладе спадају кашаљ, цурење носа, запушеност носа, и бол у грлу. Од осталих симптома, могу се појавити бол у мишићима (миалгија), умор, главобоља и губитак апетита. Бол у грлу је присутан код око 40% особа. Кашаљ је присутан код око 50% особа. Бол у мишићима се јавља код око половине случајева. Грозница није чест симптом код одраслих, али јесте код одојчади и млађе деце. Кашаљ изазван прехладом је обично благ у поређењу са кашљем изазваним грипом (инфлуенцом). Кашаљ и грозница означавају већу вероватноћу инфекције грипа (инфлуенце) код одраслих особа. Велики број вируса који изазивају прехладу могу изазвати инфекцију без симптома. Боја слузи која се искашљава из доњих дисајних путева (испљувак) може варирати од безбојне преко жуте до зелене. Боја слузи не показује да ли је инфекција изазвана бактеријом или вирусом.

### Развој болести
Прехлада обично почиње умором, осећајем хладноће, кијавицом и главобољом. Остали симптоми, као што су цурење из носа и кашаљ, појављују се кроз два или више дана. Симптоми су обично најизраженији другог или трећег дана након почетка инфекције. Они најчешће нестају за седам до десет дана, али могу трајати до три недеље. Кашаљ траје више од десет дана код 25% до 40% случајева у којима су заражена деца. Траје више од 25 дана код 10% случајева у којима су заражена деца.

## Узрок

### Вируси
Прехлада спада у лако преносиве инфекције горњег респираторног тракта. Риновирус је најчешћи узрочник прехладе. Он је заслужан за 30% до 80% свих случајева. Риновирус спада у РНК вирусе породице Пикорнавирида. Постоји 99 познатих типова вируса из ове породице. Други вируси такође могу изазвати прехладу.
Коронавирус је узрочник прехладе у 10% до 15% случајева. Грип (инфлуенца) изазива ову болест у 5% до 15% случајева. Други случајеви обољења могу бити изазвани хуманим параинфлуенца вирусом, хуманим респираторним синцицијалним вирусом, аденовирусима, ентеровирусима и метапнеумовирусима. Често, инфекцију може изазвати више од једног вируса. Укупно, преко две стотине вируса су повезани са прехладама.

### Преношење
Вирус прехладе се обично преноси на један или два главна начина.
Удисање или унос капљица из ваздуха које садрже вирус. Или контакт са зараженом слузи из носа или зараженим предметима. Који је метод преношења прехладе најчешћи није установљено. Вируси могу преживети дужи временски период у окружењу. Вируси се могу преносити са руку на очи или нос где долази до инфекције. Особе које седе у близини су изложене већем ризику од заразе. Пренос болести је чест у обдаништима и школи због блиског контакта великог броја деце са ниским имунитетом и често лошом хигијеном. Ове инфекције се потом код куће преносе на друге чланове породице. Нема доказа да је ваздух који циркулише током комерцијалних летова метод преноса. Прехладе које су изазване риновирусом су највише заразне у току прва три дана од појаве симптома. Након тога су знатно мање заразне.

### Временски услови
Традиционална теорија претпоставља да се прехлада преноси продуженом изложеношћу хладном времену као што су кишни или зимски услови, по чему је и болест добила свој назив. Улога снижења телесне температуре као фактора ризика од хладноће је контроверзна. Неки од вируса који изазивају прехладу су сезонски, и јављају се чешће током хладног и влажног времена. Верује се да је разлог дужи боравак на отвореном простору у близини; што посебно важи за децу која крећу у школу. Међутим, то такође може бити повезано са променама у респираторном систему што доводи до лакше инфекције. Ниска влажност ваздуха може повећати учестаност преношења због тога што сув ваздух малим капљицама које се лако шире омогућава даље кретање и дужи опстанак у ваздуху.

### Остало
Групни имунитет, имунитет који настаје када целокупна група људи постане имуна на одређену инфекцију, јавља се након претходне изложености вирусима који изазивају прехладе. Стога, код млађе популације се јавља већа стопа респираторних инфекција док се код старије популације јавља мања стопа респираторних инфекција. Слаб имунски систем такође представља фактор ризика од обољевања. Недостатак сна и лоша исхрана су такође повезани са повећаним ризиком од развоја инфекције након изложености риновирусу. Сматра се да су разлози њихови утицаји на имунски систем.

## Патофизиологија
Верује се да су симптоми прехладе углавном повезани са реакцијом имунског система на вирус. Механизам овог одговора имунског система је специфичан за сваки вирус. На пример, риновирус се обично добија директним контактом. Он се везује за ICAM-1 рецепторе путем непознатих метода ради ослобађања инфламаторних медијатора. Они потом производе симптоме. Вирус обично не доводи до оштећења назалног епитела. Супротно томе, респираторни синцицијални вирус (РСВ) се преноси и путем директног контакта и преко капљица у ваздуху. Он се потом умножава у носу и грлу пре него што се често прошити на доњи респираторни тракт. РСВ не изазива оштећење епитела. Хумани параинфлуенца вирус обично изазива запаљење носа, грла и дисајних путева. Код млађе деце, када стигне до трахеје може изазвати упалу грла, груб кашаљ и проблеме са дисањем. Разлог за то је мала величина дисајних путева код деце.

## Дијагноза
Разлика између инфекција горњег дисајног тракта је оквирно заснована на локацији појаве симптома. Прехлада првенствено погађа нос, фарингитис грло а бронхитис првенствено погађа плућа. Прехлада се често дефинише као запаљење носа које може обухватити запаљење грла различите јачине. Самодијагноза је честа. Изолација вирусног агенса се ретко обавља. Генерално није могуће идентификовати тип вируса преко симптома.

## Превенција
Једини ефикасан начин за превенцију прехладе је физичко спречавање ширења вируса. Ово првенствено обухвата прање руку и ношење маски за лице. У болничким условима, мантили и рукавице за једнократну употребу се такође носе. Изолација зараженог материјала није могућа јер је обољење веома раширено а симптоми нису специфични. Вакцинација се показала компликованом јер је обухваћен велики број вируса који пролазе брзе промене. Развој вакцине са широким дејством мало је вероватно.
Редовно прање руку смањује преношење вируса који изазивају прехладу. Најефикасније је код деце. Није познато да ли употреба антивирусних или антибактеријских средстава током нормалног прања руку повећава користи прања. Ношење маски за лице у близини особа које су заражене може користити. Нема довољно доказа да би се установило да ли је већа физичка или друштвена дистанца корисна или не. Суплементи на бази цинка могу бити ефикасни у смањењу броја прехлада код особе. Рутински унос витамина Ц не смањује ризик или јачину прехладе. Витамин Ц може смањити трајање прехладе.

## Лечење
Тренутно не постоје лекови нити биљни препарати који доказано смањују трајање инфекције. Лечење подразумева ублажавање симптома болести. То значи да се препоручује што више одмора, уношење течности ради хидратације и гргољење топлом, сланом водом. Међутим, велики део позитивног учинка лечења приписује се плацебо ефекту.

### Симптоматско лечење
Лечење које помаже да се ублаже симптоми, подразумева уобичајене лекове за ублажавање болова(аналгетици) и за снижавање температуре (антипиретици) као што су ибупрофен и ацетаминофен/парацетамол. Нема доказа да су лекови за кашаљ ишта ефикаснији од уобичајених лекова за ублажавање болова (аналгетика). Лекови против кашља се такође не препоручују за децу услед недостатка доказа о њиховој ефикасности и штетном деловању. 2009. године, Канада је ограничила слободну продају лекова за кашаљ и прехладу намењених деци млађој од шест година, услед забринутости у вези са ризицима и добробити која није базирана на доказима. Злоупотреба декстрометорфана (активног састојка многих лекова за кашаљ који су у слободној продаји) довела је до њихове забране у многим земљама.
Код одраслих, симптоми сталног цурења носа могу бити ублажени првом генерацијом антихистаминика. Ипак, прва генерација антихистаминика изазива нежељене ефекте као што је поспаност. Други назални деконгестиви, као што је псеудоефедрин, такође делују ефикасно код одраслих. Назални спреј ипратропијум може да смањи цурење носа, али не отклања запушеност носа. Антихистаминици друге генерације се нису показали ефикасни.
Услед недовољног проучавања, није познато да ли повећан унос течности ублажава симптоме или скраћује трајање дисајних сметњи. Такође је недовољно проучено да ли је од користи удисање загрејаног, влажног ваздуха. У једној студији је откривено да су балзами за грудни кош ефикасни за ублажавање неких симптома, као што су кашљање ноћу, запушен нос и потешкоће приликом спавања.

### Антибиотици и антивиротици
Антибиотици немају никаквог дејства против вирусних инфекција, а самим тим немају никаквог ефекта приликом прехладе. Антибиотици се ипак свуда прописују иако њихова споредна дејства узрокују већу штету. Антибиотици се свуда прописују јер људи очекују од лекара да им препоручи лек и лекари желе да помогну људима. Прописивање антибиотика се дешава такође и зато што је тешко искључити узроке инфекције који би могли да се лече антибиотицима. Не постоје ефикасни антивирални лекови за прехладу иако нека прелиминарна истраживања показују позитивне ефекте.

### Алтернативне методе лечења
Иако постоје многе алтернативне методе лечења прехладе, и даље је недовољно научних доказа који би поткрепили коришћење већину тих лечења. Од 2010. године, недовољно је доказа за или против коришћења меда или назалне иригације. Додаци цинка могу да смање тежину и трајање симптома ако се узму најдаље 24 сата након појаве тих симптома. Мада су спровођена детаљна истраживања о позитивном дејству витамина Ц на прехладу, дошло се до разочаравајућих резултата. Докази о корисности ехинацее противуречни су. Различите врсте додатака који садрже ехинацеу, показују неуједначену ефикасност.

## Исход болести
Прехлада је обично блага болест која пролази сама од себе, већина симптома нестаје кроз недељу дана. Теже компликације, уколико до њих дође, јављају се код старијих особа, мале деце или код особа које су на терапији имуносупресивима (тј. којима је ослабљен имунски систем). Може се развити секундарна бактеријска инфекција и довести до синузитиса, фарингитиса или инфекције уха. Процењује се да у 8% случајева долази до синузитиса. Инфекција уха се јавља у 30% случајева.

## Вероватноћа настанка болести
Прехлада је најуобичајенија људска болест и погађа људе на читавој планети. Одрасли обично прележе две до пет инфекција годишње. Деца могу да имају шест до десет прехлада годишње (школска деца чак и дванаест годишње). Вероватноћа јављања инфекције повећава се у старијој доби услед ослабљеног имунског система.

## Историја
Узроци настанка прехладе откривени су тек 1950-их година, али је човечанство знало за ову болест од давних времена. Њени симптоми и лечење су описани на Еберсовим папирусима из Египта, најстаријим до данас сачуваним медицинским текстовима, написаним с краја 16. века пре нове ере. Назив „прехлада“ почео је да се употребљава у 16. веку услед сличности симптома болести са симптомима који се јављају кад се човек излаже хладном времену.
Медицински истраживачки савет је основао Јединицу за прехладу у Великој Британији 1946. године и ту је откривен риновирус 1956. Седамдесетих година прошлог века, Јединица за прехладу је доказала да лечење интерфероном током периода инкубације инфекције риновирусима, пружа одређену заштиту против болести. Али ниједна практична метода лечења није развијена. Јединица је престала са радом 1989, две године након што је завршено истраживање таблета цинк-глуконата у превенцији и лечењу прехладе изазване риновирусима. Лечење цинком је било једино успешно лечење које је откривено у току рада Јединице за прехладу.

## Утицај на економију
Утицај прехладе на економију је недовољно истражен у већем делу света. У Сједињеним Америчким Државама, прехлада предњачи по броју забележених посета лекару, са 75 милиона до 100 милиона посета годишње и процењује се да трошкови за то износе 7,7 милијарди долара годишње. Американци троше 2,9 милијарди долара годишње на лекове који су у слободној продаји. Такође троше додатних 400 милиона долара на куповину прописаних лекова за ублажавање симптома болести. Више од трећине људи који посете лекара, добију рецепте за антибиотике. Коришћење антибиотика доводи до отпорности на антибиотике. Процењује се да се годишње забележи од 22 милиона до 189 милиона дана изостанака из школе због прехладе. Као последица тога, родитељи изостају 126 милиона радних дана да би остали код куће и бринули о болесној деци. Кад се томе придода 150 милиона радних дана у којима радници изостану са посла због прехладе, укупни губици у економији настали због прехладе премашују 20 милијарди долара годишње. То представља 40% изгубљеног радног времена у Сједињеним Америчким Државама.

## Истраживања
Бројни су антивиротици били тестирани ради утврђивања њиховог дејства на прехладу. Од 2009. године, ниједан се није показао довољно ефикасан и истовремено подобан за употребу. Тренутно су у току испитивања антивирусног лека плеконарил. За сада се показао обећавајући против пикорнавируса. Такође су у току испитивања лека БТА-798. Орални облик плеконарила је безбедан за употребу, док се у облику спреја још испитује.
Истраживачи са Универзитета Мериленд, Колеџа Парк и Универзитета Висконсин-Медисон извршили су мапирање генома за све познате врсте вируса који узрокују прехладу.